# Penthema michallati
Penthema michallati är en fjärilsart som beskrevs av Janet 1894. Penthema michallati ingår i släktet Penthema och familjen praktfjärilar. Inga underarter finns listade i Catalogue of Life.